# Ново-Адмиралтейский канал
Но́во-Адмиралте́йский канал (1738—1828 Галерный, 1828—1836 1-й Адмиралтейский) — канал в Санкт-Петербурге от слияния реки Мойки и Адмиралтейского канала до реки Невы (Большой Невы).

## История
Прорыт в первой четверти XVIII века, с 1738 года назывался Галерный канал (по Галерной верфи), с 1828 — 1-й Адмиралтейский канал, с 1836 года носит современное название (по Новому Адмиралтейству).

## Достопримечательности
- Адмиралтейский мост
- ФГУП «Адмиралтейские Верфи»
- Бывший дом Я. Виллие
- Дворец Бобринских.  памятник архитектуры (федеральный)  Объект культурного наследия № 7810022001№ 7810022001
- Часовня храма «Спас-на-водах»